# Finlandia en los Juegos Europeos de Cracovia 2023
Finlandia participó en los Juegos Europeos de Cracovia 2023 con un equipo de 118 deportistas. Responsable del equipo nacional fue el Comité Olímpico Finlandés.

## Medallistas
El equipo de Finlandia obtuvo las siguientes medallas:
| Nombre                    | Deporte    | Competición            |
| ------------------------- | ---------- | ---------------------- |
| Oro                       |            |                        |
| Wilma Murto               | Atletismo  | Salto con pértiga F    |
| Equipo                    | Tiro       | Skeet por equipo M     |
| Plata                     |            |                        |
| Satu Mäkelä-Nummela       | Tiro       | Foso F                 |
| Bronce                    |            |                        |
| Silja Kosonen             | Atletismo  | Martillo F             |
| Mira Sjövall              | Kickboxing | Light contact –60 kg F |
| Miina Sirkeoja            | Muay thai  | –57 kg F               |
| Chonlathorn Mingsupphakun | Muay thai  | –63,5 kg F             |
| Eetu Kallioinen           | Tiro       | Skeet M                |